# Dio Padre misericordioso (diaconia)
Dio Padre misericordioso (in latino Diaconia Dei Patris misericordis) è una diaconia istituita da papa Giovanni Paolo II il 21 febbraio 2001.
Il titolo cardinalizio insiste sull'omonima chiesa, sede parrocchiale dal 2003.
L'attuale titolare è il cardinale Crescenzio Sepe, arcivescovo emerito di Napoli.

## La chiesa
In vista del Giubileo del 2000, il Vicariato di Roma bandì nel 1995 un concorso internazionale di architettura: tra i progetti presentati vinse quello di Richard Meier, autore a Roma anche del nuovo edificio/bacheca che contiene l'Ara Pacis. Egli stesso presentò la sua opera davanti al papa Giovanni Paolo II in Vaticano affermando: "Le vele bianche ci condurranno verso un mondo nuovo". Per realizzare il progetto venne scelta un'area periferica in un quartiere ancora in via di sviluppo, nel cui piano regolatore era già prevista la costruzione di una chiesa parrocchiale, che inizialmente doveva essere dedicata a San Silvestro Papa.
Nel marzo del 1998 venne posata la prima pietra, ma la complessità dell'opera la portò all'inaugurazione solo nell'ottobre del 2003.

## Titolari
- Crescenzio Sepe (21 febbraio 2001 - 20 maggio 2006); titolo pro hac vice dal 20 maggio 2006